# Wiktor Filimonow
Wiktor Pietrowicz Filimonow (ros. Ви́ктор Петро́вич Филимо́нов, ur. 7 marca 1940 we wsi Uspienka w obwodzie samarskim, zm. 23 listopada 2012 w Nabierieżnych Czełnach) – radziecki i rosyjski budowniczy, Bohater Pracy Socjalistycznej (1977).

## Życiorys
W 1957 skończył szkołę rzemieślniczą w Nowokujbyszewsku, 1968 został powołany do Armii Radzieckiej, służył w oddziałach budowlanych w Kazachskiej SRR, po demobilizacji osiadł w Temyrtau. W 1962 został brygadzistą montażowców, 1970 przeniósł się do Nabierieżnych Czełn, gdzie brał udział w budowie fabryki samochodów, w Zarządzie "Żyłstroj" kierował brygadą montażowców. Zaocznie ukończył Kazański Instytut Inżynieryjno-Budowlany, 1979-1995 był szefem SMU-46 Kombinatu Budowy Domów, 1995 został głównym inżynierem i zastępcą szefa SMU-61 AO "Czełnygorodstroj". Był członkiem Komitetu Obwodowego KPZR, Centralnej Komisji Rewizyjnej KPZR, członkiem Biura Komitetu Miejskiego KPZR i deputowanym rady miejskiej. W 1999 otrzymał honorowe obywatelstwo miasta Nabierieżnyje Czełny.

## Odznaczenia
- Medal Sierp i Młot Bohatera Pracy Socjalistycznej (15 kwietnia 1977)
- Order Lenina (15 kwietnia 1977)
- Order Czerwonego Sztandaru Pracy (1974)

I medale.